# Les Légions Noires
Les Légions Noires (letteralmente "le legioni nere", chiamate anche Black Legion in inglese, o abbreviate semplicemente in LLN) fu una congrega di band black metal. Il movimento nacque in Francia, precisamente a Brest, nella regione della Bretagna. Ogni band possiede una "sotto-band", detta side-project.

## Storia
Questa congrega nacque intorno ai primi anni novanta, si suppone come risposta alla norvegese Black Metal Inner Circle. A differenza di quest'ultima, Les Légions Noires si basavano esclusivamente nel produrre musica, senza creare atti vandalici eversivi alla società. Si pensa che nel 1996 la band Mütiilation fu cacciata, dopo che nella casa dove si ritrovava la congrega furono trovati degli stupefacenti appartenenti a Meyhna'ch (leader della band).
Le principali band del movimento furono i Vlad Tepes, Mütiilation, Belkétre e Torgeist. Queste principali band diedero vita a numerosi progetti:
| Personnel: AäK = Lord Aäkon Këëtrëh BLT = Lord Beleth'Rim VRD = Vordb Bathor Ecsed (aka Vordb Dreagvor Uezeerb) WOR = Worlok Drakksteim (aka Vorlok Drakkstein) WLD = Wlad Drakksteim (aka Vlad Drakkstein) NFL = Nifleim NAI = Naimlambre KRS = Krissagrazabeth MYH = Meyhna'ch ADS = A Dark Soul |  | Function: ┿ = membri (┿) = ex membri all = tutti gli strumenti dr = batteria vo = voce gt = chitarra ba = basso |

| Nome progetto      | AäK | BLT   | VRD        | WOR   | WLD      | NFL  | NAI | D.K. | MYH | KRS  | ADS | Cd/lavori     |
| ------------------ | --- | ----- | ---------- | ----- | -------- | ---- | --- | ---- | --- | ---- | --- | ------------- |
| Aäkon Këëtrëh      | ┿   |       |            |       |          |      |     |      |     |      |     | 3 demo        |
| Amaka Hahina       |     | ┿     |            |       |          |      |     |      |     |      |     | 3 demo, 1 cd  |
| Belathuzur         | (┿) |       |            |       |          |      |     |      |     | dr   |     | 2 demo        |
| Belketre           | ┿   |       | ┿          |       |          |      |     |      |     |      |     | 4 demo, 1 cd  |
| Black Murder       |     |       | ┿          | ┿     | ┿        |      |     |      |     |      |     | 2 demo        |
| Brenoritvrezorkre  |     |       | (vo,gt,dr) | ┿     |          | dr   |     |      |     |      |     | 4 demo        |
| Dzlvarv            |     |       | ┿          |       |          |      |     |      |     |      |     | 1 demo        |
| Moëvöt             |     |       | ┿          |       |          |      | ┿   |      |     |      |     | 7 demo        |
| Mogoutre           |     |       |            | ┿     | ┿        |      |     |      |     |      |     | 1 demo        |
| Mütiilation        |     |       |            |       |          |      |     |      | ┿   | (dr) |     | 1 cd, 1 ep    |
| Satanicum Tenebrae |     |       |            |       |          |      |     |      | all |      |     | 3 demo        |
| Seviss             |     |       |            |       | ┿        |      |     |      |     |      |     | 2 demo        |
| Susvourtre         |     |       | dr         | vo,ba |          |      |     |      |     |      |     | 1 demo        |
| Torgeist           | gt  | gt,vo | ba         |       |          |      |     |      |     |      | dr  | 3 demo ,1 cd  |
| Vermeth            |     | all   |            |       |          |      |     |      |     |      |     | 2 cd          |
| Vagézaryavtre      |     |       |            | ┿     |          |      |     |      |     |      |     | 1 demo        |
| Vérmyapre Kommando |     |       |            | ba    | gt,vo,dr | (dr) |     |      |     |      |     | 1 demo        |
| Vlad Tepes         |     |       |            | ba,vo | vo,gt,dr | (dr) |     | (dr) |     |      |     | 10 demo, 2 cd |
| Vzaeurvbtre        |     |       | ┿          |       | ┿        |      |     |      |     |      |     | 3 demo        |

Si pensa che ci furono molti altri progetti solisti, appartenenti ai singoli membri del movimento, ma non vi è alcuna certezza dell'esistenza di questi, quindi spesso vengono definiti come fake.
Il gruppo si sciolse definitivamente intorno al 1998, le uniche band rimaste attive sono Mütiilation, Vermeth, e Belathuzur che cambiò successivamente nome in Hegemon.
I testi delle canzoni delle Legions Noires sono scritti principalmente in Gloatre, un idioma inventato da Vordb Dreagvor Uezeerb, leader di Brenoritvrezorkre.

## Musica
La musica de Lés Légions Noires si basa su un suono spesso estremamente grezzo e incomprensibile. Tutti i cd o cassette sono stati registrati in una casa in cui si ritrovava la congrega. Il movimento dichiarò che la musica fu prodotta come scopo eversivo di far soffrire la mentalità della gente comune in Francia:

## Materiale
Molti demo dei vari progetti sono stati auto-prodotti sotto forma di tape (cassetta), tutti limitati a pochissime copie, e spesso definiti come materiale autentico e ultra-raro da parte degli ascoltatori di questa corrente musicale.
Il materiale de Lés Légions Noires in vendita può risultare non valido e fasullo, ossia ristampato senza alcun consenso del movimento o delle relative case discografiche con cui le principali band della combriccola firmarono un contratto: Drakkar Productions, Embrassy Productions, Tragic Empire Records.